# Nguyễn Tri Phương
Nguyễn Trí Phương (1800-1873) là một đại danh thần Việt Nam thời nhà Nguyễn. Ông là vị Tổng chỉ huy quân đội triều đình Nguyễn chống lại quân Pháp xâm lược lần lượt ở các mặt trận Đà Nẵng (1858), Gia Định (1861) và Hà Nội (1873). Thành Hà Nội thất thủ, ông bị thương nặng và bị quân Pháp bắt giữ, lính Pháp đã đề nghị cứu chữa cho ông nhưng ông đã từ chối và cự tuyệt hợp tác với họ cho đến khi qua đời.

## Xuất thân và sự nghiệp
Nguyễn Tri Phương (chữ Hán: 阮知方) tên cũ là Nguyễn Văn Chương, tự Hàm Trinh, hiệu là Đường Xuyên, sinh ngày 21 tháng 7 năm Canh Thân (9 tháng 9 năm 1800), quê làng Đường Long (Chí Long), Điền Lộc, Phong Điền, Thừa Thiên Huế.
Ông xuất thân trong một gia đình làm ruộng và nghề thợ mộc. Nhà nghèo lại không xuất thân từ khoa bảng nhưng nhờ ý chí tự lập ông đã làm nên cơ nghiệp lớn.
Năm Quý Mùi (1823), vua Minh Mạng đề bạt ông hàm Điển bộ (Bí thư ở Nội điện), năm sau thăng Tu soạn, rồi Thừa chỉ ở Nội các, hai năm sau thăng Thị độc, Thị giảng học sĩ, năm 1831 thăng Hồng Lô tự khanh.
Năm 1832, ông được sung vào phái bộ sang Trung Quốc về việc thương mại. Năm 1835 ông nhận lệnh vua Minh Mạng vào Gia Định cùng Trương Minh Giảng bình định các vùng mới khai hoang. Việc thành công ông được thăng hàm Thị lang.
Năm 1837, ông bị triều thần dèm pha, nên bị giáng xuống làm thơ lại ở bộ Lại. Cuối năm, ông được khôi phục hàm Chủ sự, sung chức Lang trung. Năm sau ông thăng Thị lang bộ Lễ, năm 1839 thăng hàm Tham tri, làm việc ở Nội các.
Năm Canh Tý (1840), ông được bổ làm Tuần phủ Nam Ngãi (Quảng Nam và Quảng Ngãi), trông coi bố phòng cửa biển Đà Nẵng. Công việc hoàn thành tốt đẹp, ông được triệu về kinh thăng Tham tri bộ Công, được vua Thiệu Trị cử làm Tổng đốc Long Tường (Vĩnh Long và Định Tường). Tại đây, ông dẹp tan được các toán giặc cướp nước ngoài vào quấy phá.
Tháng 5 âm năm 1844, ông được cải bổ Tổng đốc An Hà (An Giang, Hà Tiên). Năm 1845, ông cùng với Doãn Uẩn đánh bại quân Xiêm La của tướng Bodin, bình định Cao Miên, ổn định hoàn toàn vùng biên giới Tây Nam thuộc miền Tây Nam bộ.
Ông được vua Thiệu Trị khen là người gan dạ: Gần đây có viên trung sứ từ quân thứ về nói: Nguyễn Tri Phương đối trận đánh nhau với giặc, đạn rơi xuống như mưa; tỳ tướng bẩm xin bỏ lọng đi để cho địch khỏi biết. Tri Phương quát lên, sai giương thêm 2 lọng nữa. Từ đấy, khí thế quân sĩ hăng hái gấp trăm lần, sẽ thu được thành công. Ví phỏng người nhút nhát đương vào việc ấy, liệu có khỏi mất tinh thần không ?".
Sau đó, ông được thăng chức Khâm sai quân thứ đại thần Trấn Tây hàm Tòng Hiệp Biện Đại học sĩ (tháng 9 âm/1845), rồi được thưởng danh hiệu "An Tây trí dũng tướng" (tháng 2 âm/1847).
Tháng 5 năm 1847, ông được triệu về kinh, thăng hàm Chánh Hiệp biện đại học sĩ, lãnh Thượng thư bộ Công đại thần Cơ mật viện, tước Tráng Liệt tử và được ban một Ngọc bài có khắc bốn chữ "Quân kỳ thạc phụ", được chép công trạng vào bia đá ở Võ miếu (Huế). Sau khi vua Thiệu Trị mất, ông được đình thần tôn làm Phụ chính Đại thần (theo di chiếu).
Năm Mậu Thân (1848), vua Tự Đức phong tước cho ông là Tráng Liệt bá. Cùng năm đó, cha ông qua đời. Ông xin về cư tang, nhưng vì đang làm Phụ chính nên chỉ được nghỉ một thời gian ngắn phải ra làm việc tại triều đình.
Năm Canh Tuất (1850), vua Tự Đức chuẩn phê cải tên ông là Nguyễn Tri Phương. Từ đó tên Nguyễn Tri Phương trở thành tên chính của ông. Sau đó ông được sung chức Khâm sai Tổng thống Quân vụ Đại thần các tỉnh Gia Định, Biên Hòa, Vĩnh Long, Định Tường, An Giang, Hà Tiên. Năm 1853, ông được thăng Điện hàm Đông các Đại học sĩ, rồi lãnh chức Kinh lược sứ Nam Kỳ. Trong thời gian này, ông có công lập được nhiều đồn điền, khai khẩn đất hoang, dân cư ở địa phương được an cư lập nghiệp.

## Thống lĩnh quân sự chống Pháp

Quân Pháp tấn công thành Gia Định

Năm Mậu Ngọ (1858), tàu chiến Pháp đến uy hiếp Đà Nẵng, vua Tự Đức cử ông làm Quân thứ Tổng thống đại thần trực tiếp chỉ huy quân đội chống lại. Với vũ khí tối tân, Pháp đã uy hiếp và phá hủy một số lớn đồn lũy của Việt Nam, ông bị triều đình giáng cấp nhưng vẫn lưu tại chức. Tuy nhiên, do công cuộc kế hoạch phòng thủ của Nguyễn Tri Phương chu đáo nên quân Pháp không thể tiến lên được.
Năm 1859, Pháp chuyển hướng đánh thành Gia Định, quân nhà Nguyễn không rõ thương vong nhưng tan rã gần hết. Thành bị hạ, Hộ đốc thành Gia Định là Võ Duy Ninh tự vẫn. Sau đó, Pháp đã cho phá hủy thành Gia Định. Năm 1860, Nguyễn Tri Phương được sung chức Gia Định quân thứ, Thống đốc quân vụ cùng Tham tán đại thần Phạm Thế Hiển trông coi việc quân sự ở miền Nam.
Nguyễn Tri Phương chủ trương huy động từ 15.000 đến 20.000 quân; nhưng không tập trung quân ở một nơi, mà chia thành ba đạo: một đạo chính đóng tại đồn Phú Thọ, chỗ quân thứ Gia Định hiện đóng; một đạo đóng ở phủ hạt Tân An; một đạo đóng ở tỉnh hạt Biên Hòa. Ông hạ lệnh phòng thủ các đường sông, ngòi lớn nhỏ, vừa đánh và giữ, dần dần đắp thêm đồn lũy tiến sát đến chỗ địch đóng quân. Trang bị cho quân đội cần từ 20 đến 30 cổ súng loại lớn, đường kính nòng từ 2 tấc 9 phân trở lên. Do không nắm vững tình hình quân sự và chính trị của Pháp, Nguyễn Tri Phương đã chủ trương xây dựng đại đồn Chí Hòa (về sau người Pháp gọi là Kỳ Hòa) để bao vây, bức rút quân Pháp. Tuy nhiên, sau vào ngày 25 tháng 2 năm 1861, quân Pháp đã tiến hành công phá đại đồn. Ông chỉ huy quân lính chống cự quyết liệt nhưng rồi bị thương, đại đồn thất thủ, Gia Định lại bị chiếm. Em ruột ông là Nguyễn Duy tử trận, ông bị cách chức xuống làm Tham tri, mãi đến năm sau lại được hàm Binh bộ Thượng thư, sung Đổng nhung quân vụ Biên Hòa, tập hợp lực lượng để chống sự bành trướng của quân đội Pháp.
Năm 1862, sau khi triều đình Huế ký Hòa ước Nhâm Tuất, mất 3 tỉnh miền Đông Nam Kỳ vào tay Pháp, ông được cử ra Bắc làm Tổng thống Hải An quân vụ, thăng chức Võ Hiển Đại học sĩ, tước Tráng Liệt Bá. Năm Nhâm Thân (1872), lại được điều về giữ chức Tuyên sát đổng sức đại thần, thay mặt triều đình xem xét việc quân sự ở Bắc Kỳ.

## Đánh dẹp giặc cướp trên đất Bắc
Từ năm 1863, ông được cử ra Bắc Kỳ đánh dẹp quân Lê Duy Phụng.
Năm Tự Đức thứ 25 (1870), quân Cờ Đen Lưu Vĩnh Phúc vẫn đánh phá cướp bóc các tỉnh Thái Nguyên, Lạng Sơn, Cao Bằng, Trong 3 năm trường chúng vẫn uy hiếp các tỉnh này và quan quân liên tục thất bại.
Sau khi quan Tổng đốc Phạm Chi Hương bại trận và bị bắt, triều đình đã phái Võ Trọng Bình ra làm Tổng đốc Hà Ninh kiêm Khâm sai Quân thứ đại thần các tỉnh Tuyên-Thái-Lạng. Quan Khâm sai hội với quan Đề đốc Quảng Tây để cùng đánh quân Ngô Côn vì họ cứ quấy phá cả hai bên biên thùy. Vào giữa năm 1869, Ngô Côn đem quân đánh Bắc Ninh, quan Tiểu phủ Ông Ích Khiêm đánh thắng một trận lớn, phá tan quân giặc và Ngô Côn bị bắn chết.
Ngô Côn chết rồi thì đồng đảng chia làm 3 phe tiếp tục cướp phá các tỉnh mạn ngược ở miền Bắc: phe Cờ Đen của Lưu Vĩnh Phúc, phe Cờ Vàng của tướng Hoàng Sùng Anh, phe Cờ Trắng của Bàn Văn Nhị và Lương Văn Lợi.
Quan Trung quân Đoàn Thọ được gửi từ Kinh ra làm Tổng thống quân vụ Bắc Kỳ. Ông liền kéo quân lên Lạng Sơn. Bọn giặc Khách là Tô Tứ thình lình nổi lên nửa đêm vào chiếm thành giết chết Đoàn Thọ. Võ Trọng Bình may mắn chạy thoát được. Triều đình Huế lại sai Hoàng Kế Viêm ra làm Thống đốc quân vụ Lạng-Bình-Ninh-Thái cùng với Tán tương Tôn Thất Thuyết tìm cách dẹp giặc cho yên. Tiếp theo vua lại sai ông Lê Tuấn là Thượng thơ Hình bộ ra làm Khâm sai thị sự để giúp Hoàng Kế Viêm. Rồi Hoàng Kế Viêm giữ mạn Sơn Tây, Lê Tuấn trấn đóng ở Hải Dương. Tuy vậy tình hình vẫn lằng nhằng không giải quyết thanh thỏa được.
Vua Tự Đức quá lo lắng, lại phải vời Nguyễn Tri Phương cho làm chức Tam tuyên quân thứ Khâm mạng Đại thần, được phép tùy nghi lo việc đánh dẹp cho yên. Vua ban cho ông kỳ bài, ấn kiếm, cờ mao tiết, nhung y, v.v. Đến miền Bắc, ông và Hoàng Kế Viêm chủ trương chia để trị, thu phục quân Cờ Đen vì lực lượng này mạnh nhất và dùng nó để chế ngự các nhóm khác. Vua Tự Đức bằng lòng và ban cho Lưu Vĩnh Phúc chức Đề đốc với nhiệm vụ tuần phòng ở biên cảnh. Chính sách này tỏ ra có hiệu quả, quân Cờ Đen giúp sức đánh quân Cờ Vàng, Cờ Trắng và sau này tham gia đánh Pháp.
Năm Tự Đức thứ 24 (1871) vua xuống dụ chuẩn cho ông khôi phục nguyên hàm Thái tử Thái bảo Võ hiển điện Đại học sĩ Trí dõng tướng Tráng liệt bá, nhưng vẫn sung Tam tuyên quân thứ Khâm mạng Đại thần.

## Chống giữ thành Hà Nội
Năm 1873, Soái phủ Nam Kỳ phái Francis Garnier đem quân ra Hà Nội, lấy cớ giúp thương nghị sự tranh cãi giữa tay lái buôn Jean Dupuis và chính quyền nhà Nguyễn ở Bắc Kỳ. Thoạt tiên Đô đốc Dupré định đưa ra hai ngàn quân, tuy nhiên việc phái một lực lượng quân sự lớn như vậy gây nghi ngờ từ phía triều đình Huế. Kết cục là đại úy Garnier thuyết phục đô đốc Dupré là chỉ cần vài chục binh sĩ tinh nhuệ là đủ. Trên giấy tờ, Garnier có lệnh điều tra tình hình tranh cãi giữa Dupuis và nhà đương cục, trục xuất Dupuis khỏi Bắc kỳ sau khi đã thu xếp bồi thường thiệt hại cho ông ta. Tiếp đó Garnier phải buộc nhà đương cục chấp thuận mở cửa thông thương tuyến đường thủy sông Hồng, đặt trạm thuế quan và dùng tiền thuế thu được để hoàn trả phí tổn cuộc viễn hành. Tuy nhiên thực tế là Garnier đã rất hoan hỉ viết thư cho anh trai "Tôi có toàn quyền hành động! Nước Pháp tiến lên!"

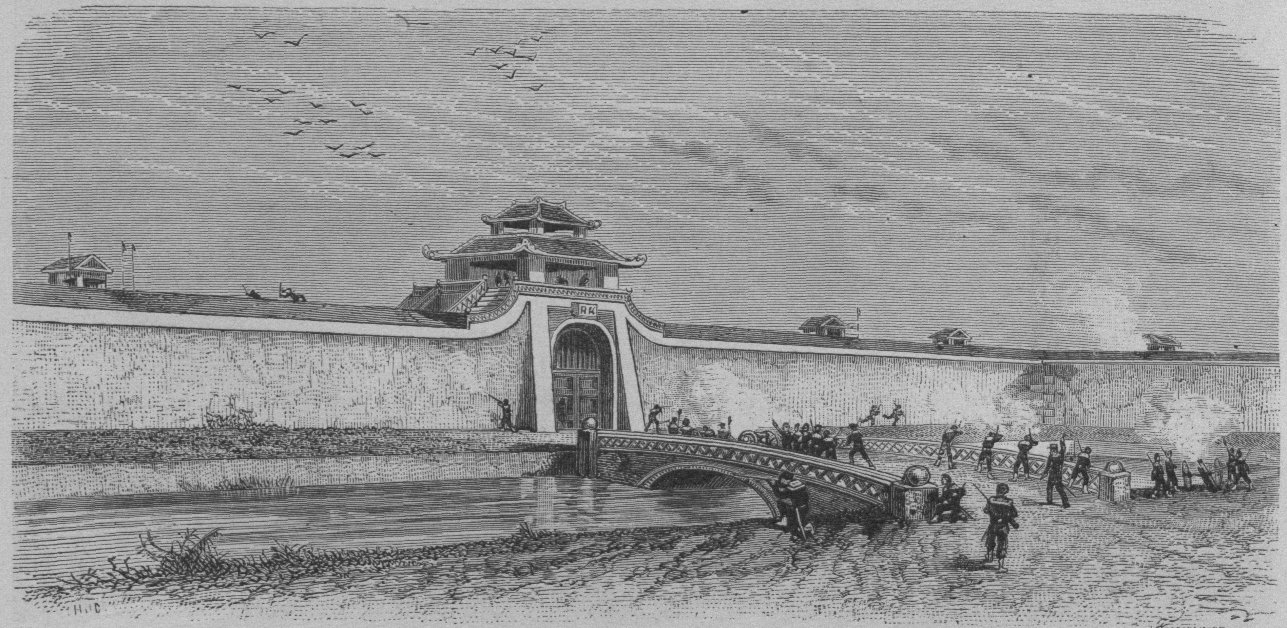
Quân Pháp tấn công thành Hà Nội

Garnier chuyển quân ra bắc thành hai đợt, đợt đầu 83 lính, đợt hai thêm 88 lính và hai pháo thuyền (kể cả số thủy thủ và thủy binh). Tới ngày 5 tháng 11 ông ta đã đến Hà Nội trên tàu hơi nước của Dupuis, do Dupuis đi đón dọc đường. Cộng với thuộc hạ của Dupuis, gồm có 10 người Âu, 30 người Á, 150 lính đánh thuê Vân Nam và một số lính Cờ vàng, Garnier chuẩn bị đánh chiếm thành Hà Nội sau khi nhận thấy các yêu sách của mình không đe dọa được Nguyễn Tri Phương.
Đêm ngày 19, rạng sáng ngày 20 tháng 11 năm 1873, Garnier đánh úp thành Hà Nội. Quân Pháp bất ngờ đánh chiếm vòng phòng thủ bên ngoài của hai cửa phía nam, và vượt qua cầu trước khi quân trú phòng kịp bắn xuống. Đồng thời, pháo từ các pháo thuyền cũng bắn lên, khiến cho binh lính phòng thủ, do không quen với đạn pháo, bỏ chạy tán loạn khỏi thành theo cửa tây. Cùng lúc đó, hỏa lực quân Pháp cũng bắn vỡ cửa nam, và chỉ trong một giờ, quân Pháp đã treo cờ tam tài lên vọng lâu thành Hà Nội. Hơn hai nghìn quân triều đình bị bắt làm tù binh, về phía quân Pháp, chỉ có một người lính đánh thuê Vân Nam của Dupuis bị giết do một viên sĩ quan Pháp bắn nhầm.
Con trai Nguyễn Tri Phương là Phò mã Nguyễn Lâm bị trúng đạn chết tại trận, Nguyễn Tri Phương cũng bị trọng thương. Ông được lính Pháp cứu chữa, nhưng ông khẳng khái từ chối và nói rằng: "Bây giờ nếu ta chỉ gắng lây lất mà sống, sao bằng thung dung chết về việc nghĩa" Sau đó, ông tuyệt thực gần một tháng và mất vào ngày 20 tháng 12 năm 1873 (1 tháng 11 Âm lịch), thọ 73 tuổi. Thi hài ông và Nguyễn Lâm được đưa về an táng tại quê nhà. Đích thân vua Tự Đức tự soạn bài văn tế cho ba vị công thần (Nguyễn Duy, Nguyễn Lâm, Nguyễn Tri Phương) và cho lập đền thờ Nguyễn Tri Phương tại quê nhà.

## Nhận xét

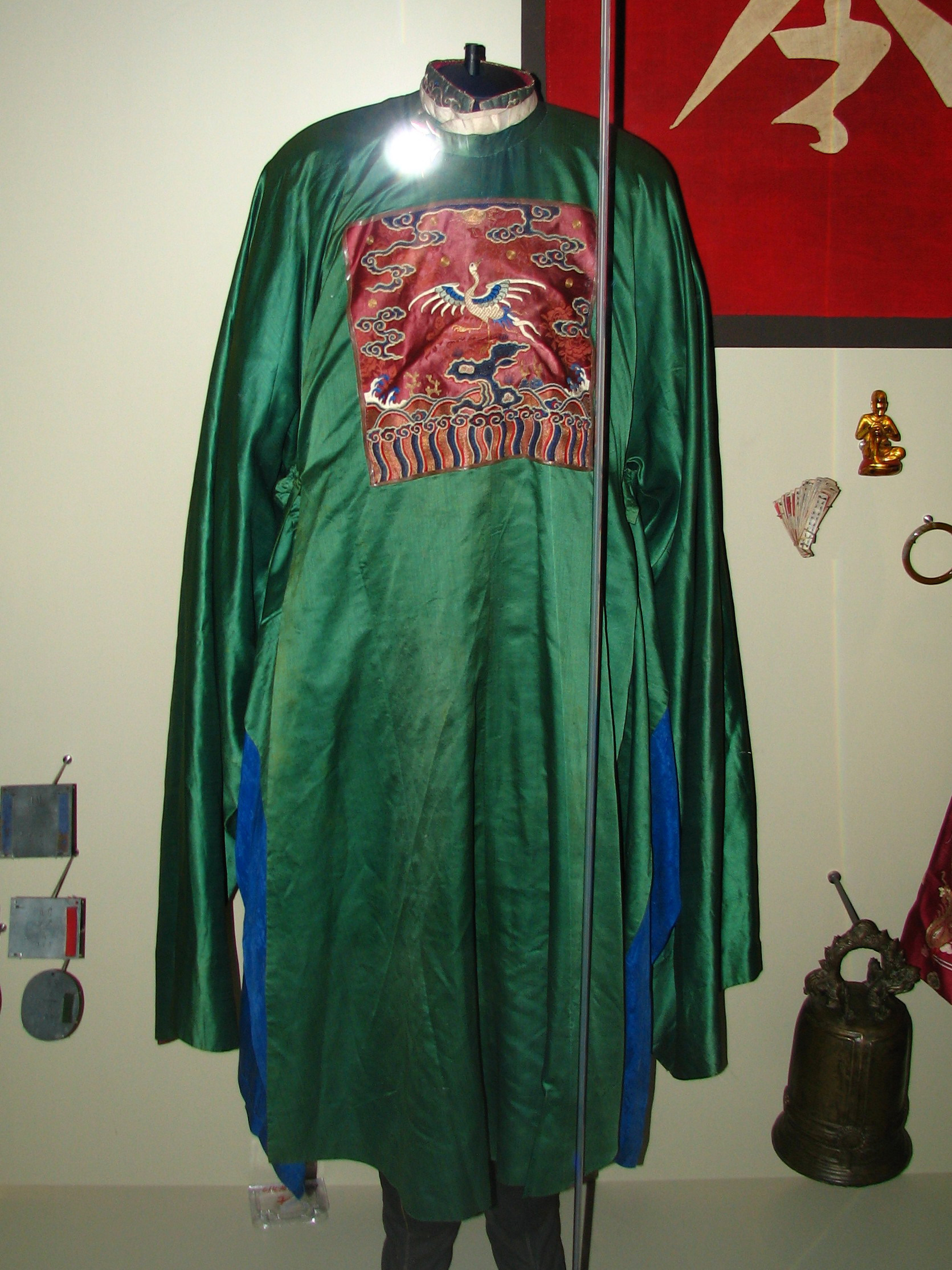
Quan phục của khâm sai đại thần Nguyễn Tri Phương do người Pháp lấy sau khi họ chiếm thành Hà Nội. Hiện vật của Bảo tàng Quân sự Pháp tại Les Invalides.

Tấm gương quên mình vì nước của ông được nhân dân khâm phục, kính trọng, ông được thờ trong đền Trung Liệt (cùng với Hoàng Diệu) trên gò Đống Đa với câu đối:
Thử thành quách, thử giang sơn, bách chiến phong trần dư xích địa
Vi nhật tinh, vi hà nhạc, thập niên tâm sự vọng thanh thiên
Dịch:
Kia thành quách, kia non sông, trăm trận phong trần còn thước đất
Là trời sao, là sông núi, mười năm tâm sự với trời xanh
Sách Việt Nam sử lược nhận xét về ông: "Ông Nguyễn tri Phương là người ở Thừa-thiên, do lại-điển xuất thân, làm quan từ đời vua Thánh-tổ, trải qua ba triều, mà nhà vẫn thanh-bạch, chỉ đem trí-lực mà lo việc nước, chứ không thiết của-cải. Nhưng chẳng may phải khi quốc bộ gian nan, ông phải đem thân hiến cho nước, thành ra cả nhà cha con, anh em đều mất vì việc nước. Thật là một nhà trung-liệt xưa nay ít có vậy."

## Khen thưởng
Năm Canh Tý (1840), Khâm sai quân thứ đại thần, hàm Tòng Hiệp Biện Đại học sĩ rồi được thưởng danh hiệu "An Tây trí dũng tướng".
Tháng 5 năm 1847, thăng hàm Chánh Hiệp biện đại học sĩ, tước Tráng Liệt tử và được ban một Ngọc bài có khắc bốn chữ "Quân kỳ thạc phụ", được chép công trạng vào bia đá ở Tòa Võ miếu Huế, trên bia Võ công An tây dựng khoảng năm 1847-1851, (tấm bia Võ công này ngày nay đã bị thất lạc).
Năm Canh Tuất (1850), vua Tự Đức ban tên Nguyễn Tri Phương, chức Khâm sai Tổng thống Quân vụ Đại thần kiêm Tổng đốc các tỉnh Gia Định, Biên Hòa, Vĩnh Long, Định Tường, An Giang, Hà Tiên.
Năm 1853, thăng Điện hàm Đông các Đại học sĩ. Năm 1862, thăng chức Võ Hiển Đại học sĩ, tước Tráng Liệt Bá. Hàm Thái tử Thái bảo Võ hiển điện Đại học sĩ Trí dõng tướng Tráng liệt bá (1871).

## Vinh danh
Khu lăng mộ (Nguyễn Tri Phương, Nguyễn Duy, Nguyễn Lâm) và Nhà thờ Nguyễn Tri Phương nay thuộc xã Phong Chương, huyện Phong Điền, Thừa Thiên Huế. Ngày 14 tháng 7 năm 1990, toàn thể khu đền mộ này được công nhận là di tích cấp quốc gia theo quyết định số 575-QĐ/VH của Bộ trưởng Bộ Văn hóa Thông tin Việt Nam. Ngày 21 tháng 3 năm 2010, tại xã Phong Chương đã diễn ra lễ khánh thành công trình phục hồi, tôn tạo khu di tích trên.
Ngoài đền thờ họ Nguyễn Tri ở Phong Điền, Thừa Thiên Huế, tại phường Bửu Hòa, thành phố Biên Hòa, tỉnh Đồng Nai cũng có một đền thờ Tam công mà trong đó Nguyễn Tri Phương được xem là thành hoàng của địa phương. Bên tả và hữu chánh điện thờ hai vị Tán lý quân vụ Nguyễn Duy (em ruột Nguyễn Tri Phương) và phò mã Nguyễn Lâm (con Nguyễn Tri Phương). Hằng năm tổ chức lễ Kỳ yên long trọng vào ngày 16, 17 tháng 10 âm lịch. Lễ kéo dài trong hai ngày với những nghi thức tiến thần, diễn hành lễ bộ, tống phong... Đền thờ Tam công đã được xếp hạng Di tích lịch sử cấp quốc gia vào năm 1992.
Ở Việt Nam cũng đang có nhiều con đường và trường học mang tên ông.

## Thơ ca
Sinh thời, Nguyễn Tri Phương rất ít làm thơ, nhưng năm 1866, ông được vua Tự Đức cho vào Nam nhậm chức, ông có bài thơ tặng Kinh lược sứ Phan Thanh Giản:
Ven ngàn góc bể dặm chơi vơi,
Vui tỏ phân nhau một bước đời.
Cá lại Long giang hai ngã nước,
Nhạn về du hợp một phương trời.
Nửa hồ cố cựu trông lai lảng,
Cạn chén tư hương gió lộng khơi.
Hãy kịp Tràng An mau trở lại,
Thăm người viếng cảnh hỡi người ơi!

## Hậu duệ
Con trai, Phò mã Nguyễn Lâm hy sinh trong trận Pháp đánh thành Hà Nội lần thứ nhất, cùng ông.
Theo cụ Nguyễn Tri Tài, nguyên giáo sư Ban Việt - Hán, Đại học Văn khoa Sài Gòn, giảng viên  môn Hán cổ khoa Ngữ văn, Trường Đại học Tổng hợp Thành phố Hồ Chí Minh, cháu 5 đời của Nguyễn Tri Phương (đứng hàng chánh bái), thì dòng họ Nguyễn Tri còn một nhánh ở Tiền Giang. Trưởng nhánh là Nguyễn Tri Túc, con thứ Nguyễn Tri Phương. Nguyễn Tri Túc nổi tiếng về tài thổi sáo và đánh đàn. Nguyễn Tri Túc có hai con là Nguyễn Tri Lạc giỏi về hát bội, đàn cò và Nguyễn Tri Khương là tác giả vở cải lương Giọt lệ chung tình.
Con Nguyễn Tri Lạc là nhạc sĩ Nguyễn Mỹ Ca. Em gái ông là mẹ của Giáo sư tiến sĩ âm nhạc Trần Văn Khê và nghệ sĩ quái kiệt Trần Văn Trạch (chắt ngoại).
Chú ruột của ông Nguyễn Tri Tài là Nguyễn Tri Kiệt, cháu nội Phò mã Nguyễn Lâm, con của Lễ bộ thượng thư Nguyễn Tri Kiểm cũng là nghệ sĩ đa tài, giỏi các loại đàn cò, tranh, nguyệt, làm đạo diễn và đóng vai kép hát bội, ca Huế, cải lương vào những năm 1940 tại xứ Huế.

## Chú giải
1. ↑  Lấy ý câu chữ "Dõng thả Tri Phương", nghĩa là Dũng mãnh mà lắm mưu chước.
2. ↑  Bấy giờ còn được gọi là thành Phụng.
3. ↑  Có tài liệu chép "...thập niên tâm sự hữu thanh thiên"